# Nola Industrier
Nola Industrier är ett svenskt företag som utvecklar och säljer produkter för offentliga miljöer, i huvudsak utomhus.

## Historik
Nola Industrier AB grundades ursprungligen av Olof Nola på 1960-talet och var då inriktat på inredning för lekplatser. Tillverkningen låg i Överkalix och man hade försäljningskontor på Stora Essingen. Den 1 juli 1976 köptes det då konkursmässiga företaget av Domänföretagen vars ägare Domänverket dittills varit leverantör av träråvara till Nolas fabrik.
I början på 1980-talet blev Agneta Stake företagets vd. Hon köpte ut företaget från Domänföretagen tillsammans med arkitekten Anders Nyquist. Företaget har sedan dess utvecklat produkter tillsammans med formgivare och arkitekter. Från 1995 var Stake ensam ägare.
Nola Industrier har bland annat arbetat med utvecklingen av Kungsgatan, Kungsträdgården och Drottninggatan i centrala Stockholm. 
År 2014 vann Nola upphandlingen om att utveckla och tillverka stolarna vid Sollidenscenen på Skansen i Stockholm.
Modernare stadsuttryck kan hittas utanför Stockholms centralstation där Sweco 2021 ritade serien Arkipelag som producerades och levererades av Nola till ombyggnaden av torget
Bland formgivare som designat för Nola Industrier finns Fredrik von Platen, Gunilla Allard, Jan Ostwald, Monica Förster och Kristofer Hansén.
Agneta Stake lämnade över vd-skapet till systersonen Henrik Edlund år 2019.

## Utmärkelser och priser
Företaget har bland annat fått utmärkelsen Utmärkt Svensk Form, Design S, German Design Award och Red Dot Design. År 2021 tilldelades Långbordet på Hamntorget på Södermalm Monocle Design Award för bästa utemöbel.